# Shelagh Donohoe
Shelagh Donohoe (* 22. Januar 1965 in Lowell, Massachusetts) ist eine ehemalige US-amerikanische Ruderin.  
Donohoe ruderte für das Team der University of Massachusetts Lowell. Von 1989 bis 1992 gehörte sie zur amerikanischen Rudernationalmannschaft. 1989 erreichte sie bei den Weltmeisterschaften erstmals ein internationales Finale, als sie mit dem Achter den sechsten Platz belegte. Im Jahr darauf belegte der US-Achter bei den Weltmeisterschaften 1990 in Tasmanien den zweiten Platz hinter den Rumäninnen. Shelagh Donohoe, Cynthia Eckert, Stephanie Maxwell-Pierson und Anna Seaton aus dem US-Achter von 1990 traten bei den Weltmeisterschaften 1991 in Wien im Vierer ohne Steuerfrau an und gewannen die Silbermedaille hinter den Kanadierinnen und vor dem deutschen Boot. Bei den Olympischen Spielen 1992 in Barcelona traten Donohoe und Eckert mit Amy Fuller und Carol Feeney an und gewannen wie bei den Weltmeisterschaften 1991 Silber hinter der Kanadierinnen und vor den Deutschen.
Nach dem Ende ihrer aktiven sportlichen Karriere war Donohoe zuerst Assistenztrainerin in Boston und in Harvard und später Trainerin an der Northwestern University und an der University of Rhode Island.